# Strandmalörtssäckmal
Strandmalörtssäckmal, Coleophora gardesanella, är en fjärilsart som beskrevs av Sergiusz Toll 1848. Strandmalörtssäckmal ingår i släktet Coleophora, och familjen säckmalar, Coleophoridae. I Finland är arten funnen i de sydostligaste landskapen och rödlistad som Starkt hotad (EN). I Sverige gjordes de första fynden av arten  i Skåne 2017. Arten har sedan dess även hittats i Uppland. Inga underarter finns listade i Catalogue of Life.